# Piotr Pawlina

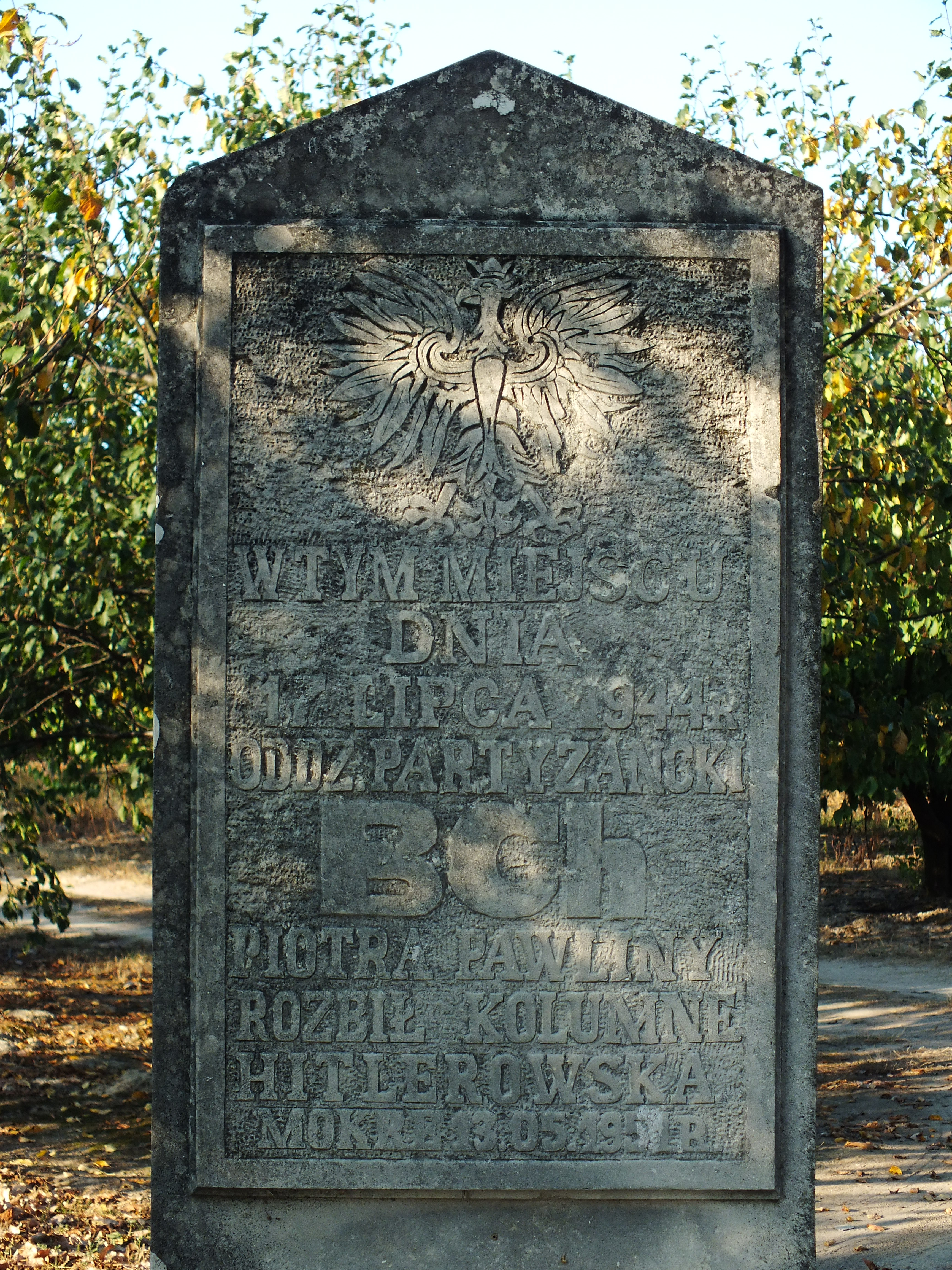
Obelisk upamiętniający walki pod Mokrem

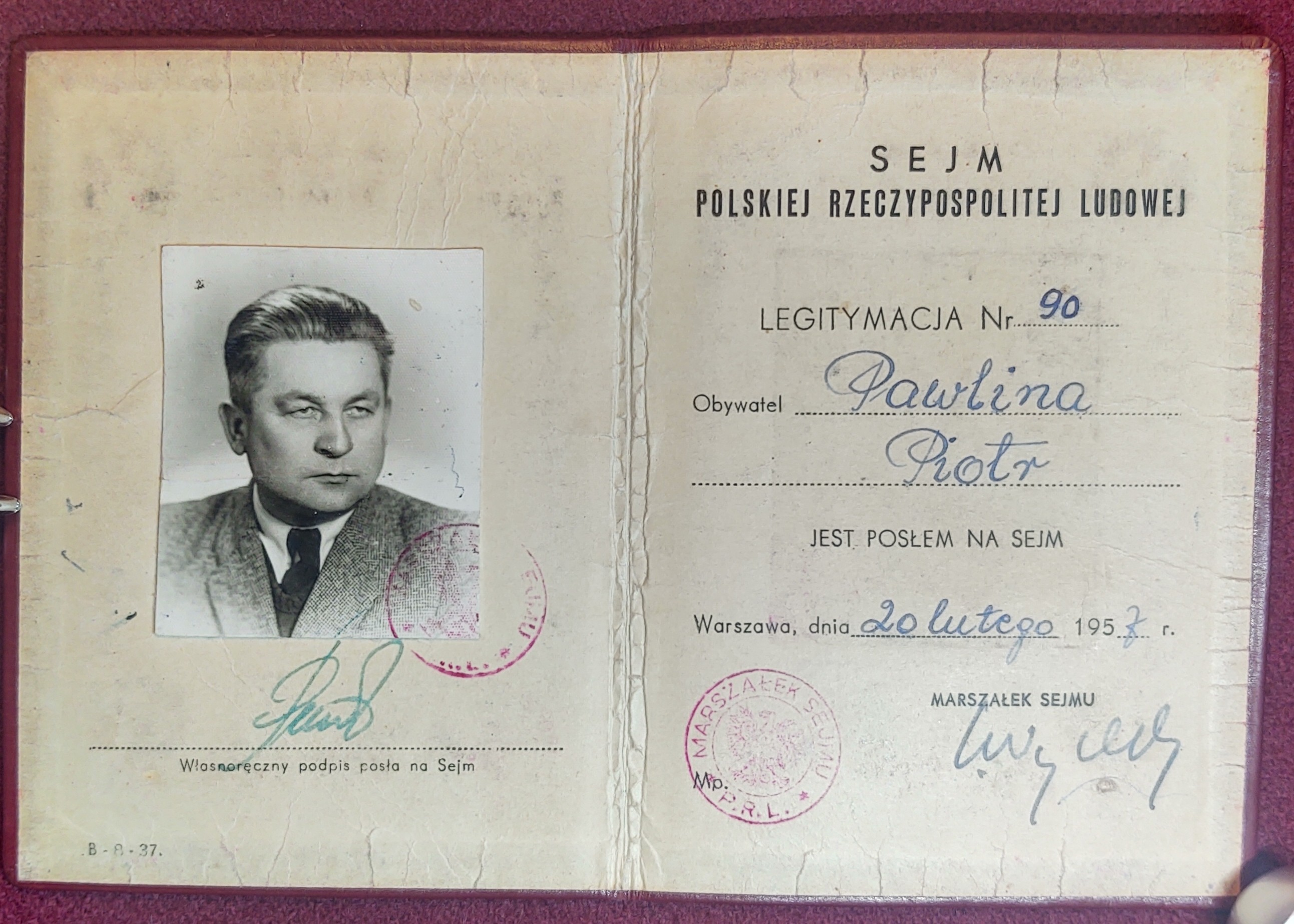
Legitymacja poselska Piotra Pawliny posła na Sejm Polskiej Rzeczypospolitej Ludowej II kadencji

Piotr Pawlina ps. „Wolski”, „Piotr” (ur. 18 września 1913 w Ujściu Jezuickim, zm. 6 października 1981 w Kielcach) – polski działacz ruchu ludowego, dowódca oddziału partyzanckiego Batalionów Chłopskich, poseł na Sejm PRL II kadencji.

## Życiorys
Urodził się 18 września 1913 roku w Ujściu Jezuickim w rodzinie chłopskiej. Był synem Leona i Jadwigi, miał brata Władysława. Po ukończeniu szkoły podstawowej, po przeprowadzce razem z rodzicami zamieszkał w Szczytnikach w powiecie stopnickim. Służbę wojskową odbył w 4 Pułku Piechoty Legionów w Kielcach. W latach 1933–1939 był współorganizatorem kół Stronnictwa Ludowego i kół Związku Młodzieży Wiejskiej „Wici” oraz organizatorem manifestacji antysanacyjnych, strajku chłopskiego i bojkotu wyborów do Sejmu. W tym czasie był dwukrotnie aresztowany i osadzony w więzieniu w Kielcach.
W czasie II wojny światowej razem z ruchem ludowym zszedł do podziemia i utworzył oddział partyzancki Batalionów Chłopskich.
Dowodząc wspomnianym oddziałem 10 czerwca 1944 roku, dokonał pierwszego ataku na więzienie w Pińczowie. W czasie akcji uwolniono 281 więźniów. Zdobyto broń i umundurowanie. 1 sierpnia 1944 roku dowodził jednym z dwu oddziałów Batalionów Chłopskich, które we wsi Strzelce zaatakowały tabor wojskowy. W czasie walki zginęło 14 żołnierzy niemieckich, a 9 rozbrojono.
Po zakończeniu wojny napisał książkę: Podziemni żołnierze wolności. Wspomnienia dowódcy oddziału partyzanckiego BCh, którą opatrzył dedykacją: Żołnierzom BCh, którzy oddali życie w walce o wolność ziemi kieleckiej, w hołdzie. W 1957 roku został posłem Sejmu PRL. Zmarł 6 października 1981 roku w Kielcach.

## Ordery i odznaczenia
- Order Krzyża Grunwaldu III klasy
- Krzyż Kawalerski Orderu Odrodzenia Polski
- Krzyż Partyzancki